# Spiniphiline kensleyi
Spiniphiline kensleyi is een slakkensoort uit de familie van de Philinidae. De wetenschappelijke naam van de soort is voor het eerst geldig gepubliceerd in 1988 door Gosliner.